# Steregusjtjij-klass
Steregusjtjij-klass (ryska: стерегущий) är en korvettklass inom ryska marinen. Den har ersatt Grisja-klassen. Efterföljaren till Steregusjtjij-klassen är  Gremjasjtjij-klassen
Den första korvetten i Steregusjtjij-klassen togs i tjänst den 14 november 2007.

## Beväpning
Fartyget har flera olika vapensystem för bekämpning av andra fartyg, ubåtar och flyg. 1 x Arsenal A-190 100mm kanon, 2 x MTPU fast monterade maskingevär 14.5 mm, 1 x Kashtan CIWS-M CADS, 2 x AK-630М CIWS, 2x4 VL Kh-35 missiles, 2x4 330mm torpedtuber (anti-ubåt eller anti-torpedbekämpning) och en landningsplatta för en Ka-27 helikopter.